# Night Stand with Dick Dietrick
Night Stand with Dick Dietrick es un programa de comedia de la televisión estadounidense que satiriza los programas de entrevistas de los tabloides estadounidenses . La serie se transmitió originalmente en sindicación de primera ejecución de 1995 a 1997, así como en E!. Night Stand fue cocreado por Paul Abeyta, Peter Kaikko y el actor y escritor Timothy Stack , quien también interpretó al presentador del programa, Dick Dietrick. El programa se benefició de las contribuciones de los escritores/amigos de los creadores, a saber, el coproductor ejecutivo Larry Strawther (el productor ejecutivo de la primera temporada ) y el equipo de escritores de comedia de mucho tiempo de Bob Iles y Jim Stein.

## Argumento
De todos los programas de entrevistas, solo hay uno que no duda en abordar temas tan serios como la prostitución adolescente, los extraterrestres del espacio exterior o los implantes mamarios al más puro estilo Dick Dietrick.

## Historia
Night Stand se estrenó el 16 de septiembre de 1995 en sindicación , y se presentó en más del 87% de los mercados de Estados Unidos, principalmente como un programa de los sábados por la noche que se transmite contra, o si es transmitido por, una estación de NBC , después de Saturday Night Live . También se emitió en E! De lunes a jueves a las 22:30 (entre Talk Soup y Howard Stern ) y se distribuyó internacionalmente. La asociación con E! llevó a una segunda temporada de seguimiento.
A diferencia de otros programas, cada episodio sindicado de una hora en realidad se dividió en dos programas separados de media hora que produjeron 96 episodios para E! reposiciones (E! mantuvo el programa durante varios años, pero solo en reposiciones).
Gran parte del equipo de producción de Night Stand pasó a trabajar con Howard Stern en Son of the Beach , y algunos de sus "invitados" también hicieron apariciones.
Una parodia bien recibida de los programas de entrevistas sensacionalistas , Night Stand tenía muchas escenas divertidas, pero una escena inesperadamente fue demasiado lejos cuando Dietrick (Timothy Stack) le arrancó la ropa a un modelo masculino llamado Kal (interpretado por Kevin Light) para ver si él podría impresionar a una joven invitada aparentemente desinteresada, Gloria Holt (interpretada por Beth Tegarden) que buscaba citas en el episodio "Amor en Internet", producido en 1995. Después de arrancarle la camisa, los pantalones de la modelo fueron los siguientes, pero Stack también bajó accidentalmente la ropa interior de Kal; como resultado, hubo un vistazo breve (y sin guion) de los genitales masculinos, para sorpresa compartida de la audiencia y los artistas. Esta escena a veces ha aparecido en programas descartados y bloopers comoEstará bien en la noche .
Night Stand fue la primera producción de Big Ticket Productions, la compañía formada por el exejecutivo de desarrollo de Warner Bros. Larry Lyttle. Strawther había trabajado con Abeyta y Kaikko en Merv Griffin Productions y luego trabajó con Lyttle en los programas "My Sister Sam" y "Night Court". Strawther contrató al director de Night Court, Jim Drake, y desarrollaron el formato de cinta de cuatro programas a la semana que hizo que el programa fuera financieramente práctico. Strawther no regresó como show-runner para la segunda temporada después de que él y Stack difirieran sobre cuándo las tonterías fueron "exageradas".
El eslogan original del programa "Si no tienes Nightstand, no tienes a Dick" y The Comedy That Makes Up Talk se cambió más tarde a The Comedy That Makes Up of Talk.
Night Stand ayudó a Big Ticket Productions a comenzar. Lo hicieron aún mejor en su siguiente proyecto, " Juez Judy ". El publicista original del programa fue Howard Bragman, quien ahora es considerado uno de los mejores publicistas de Hollywood.
Producido: 1995–1999 (96 episodios, 2 programas por episodio sindicado)

## Recepción
Según IMDb los usuarios dieron una aprobación de 8.8/10 para dar un medio pregonero de la crítica.

## Reparto[13][14]

### Personajes principales
- Timothy Stack como Dick Dietrick
- Peter Siragusa como Miller, el sufrido asistente de Dick en el programa.[15]  A partir de la temporada 2, el papel fue asumido por Robert Alan Beuth y el personaje pasó a llamarse "Mueller".
- Lynne Marie Stewart como miembro de la audiencia (la dama del vestido desaliñado con gafas)

### Invitados recurrentes
- Christopher Darga como Bob, un invitado frecuente involucrado en varios esfuerzos depravados y de explotación. Cuando se enfrentaba a Dietrick, inevitablemente ofrecía la excusa poco convincente: "Estoy enfermo. Necesito ayuda". Darga y Vic Wilson (que también audicionaron para el papel de Bob) fueron bien recordados por Abeyta, Kaikko y Strawther, quienes los eligieron como locutores Vic Romano y Kenny Blankenship unos años más tarde en su éxito de culto, " Most Extreme Elimination Challenge (MXC )."
- Tim Silva como el Dr. Lonnie Lanier, psicólogo y experto, uno de los muchos graduados de Groundlings que aparecieron en el programa. Stack fue un producto del sistema Groundlings.
- Steve Valentine como 'The Astounding Andy', hipnotizador y mago

### Estrellas invitadas
- Morgan Fairchild como imitador de Morgan Fairchild / ella misma
- Phil Hartman como Gunther Johann
- Rodney Dangerfield como él mismo (se muestra un clip de la película de Rodney "Meet Wally Sparks")
- Garry Marshall como él mismo tratando de promocionar su libro "Wake Me When It's Funny", mientras que Dick no estaba demasiado sutilmente tratando de lanzar un nuevo programa de acción "Arctic Heat".
- Mancow Muller como Mancow ('Eurotrash')
- Jerry Springer como él mismo
- Harry Anderson como él mismo
- Jimmie Walker como él mismo; en un episodio, se convierte en el nuevo presentador de "Night Stand Lite!", Una parodia de programa de entrevistas al estilo de Letterman que "reemplaza" el programa de Dick.